# 안토니 반 다이크
안토니 반 다이크(네덜란드어: Anthony van Dyck 안토니 판 데이크[*], 1599년 5월 22일 ~ 1641년 12월 9일)는 플랑드르의 화가이다. 특히, '플랑드르 그림'의 대표적 초상화가로 유명하다.
루벤스에게 배우고 그의 조수로도 있었다. 이탈리아에 유학하여 티치아노 · 베로네세 등 베네치아 대가의 감화를 받았으며, 영국의 회화 특히 초상화에 영향을 끼쳤다. 부드러운 구도와 선미한 색채로써 종교, 신화, 우의적인 제재도 취급하였으나 초상화가로서 가장 뛰어난 재능을 보였다.
영국 화단에 결정적인 영향을 끼쳤으며, 17세기 유럽 미술을 대표하는 화가의 한 사람이다. 1632년부터 찰스 1세의 궁정 화가로서 죽을 때까지 200점이 넘는 초상화를 남겼다. 대표작으로〈십자가 강하〉,〈찰스 1세의 초상〉등이 있다.

## 주요 작품

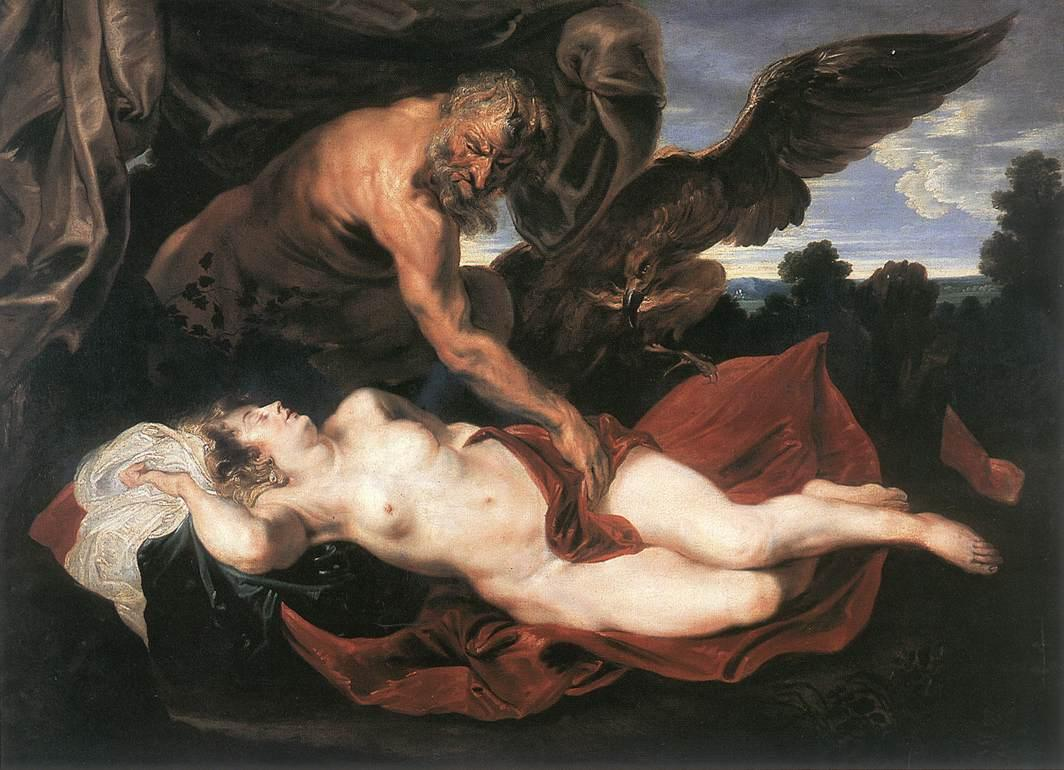
Jupiter and Antiope
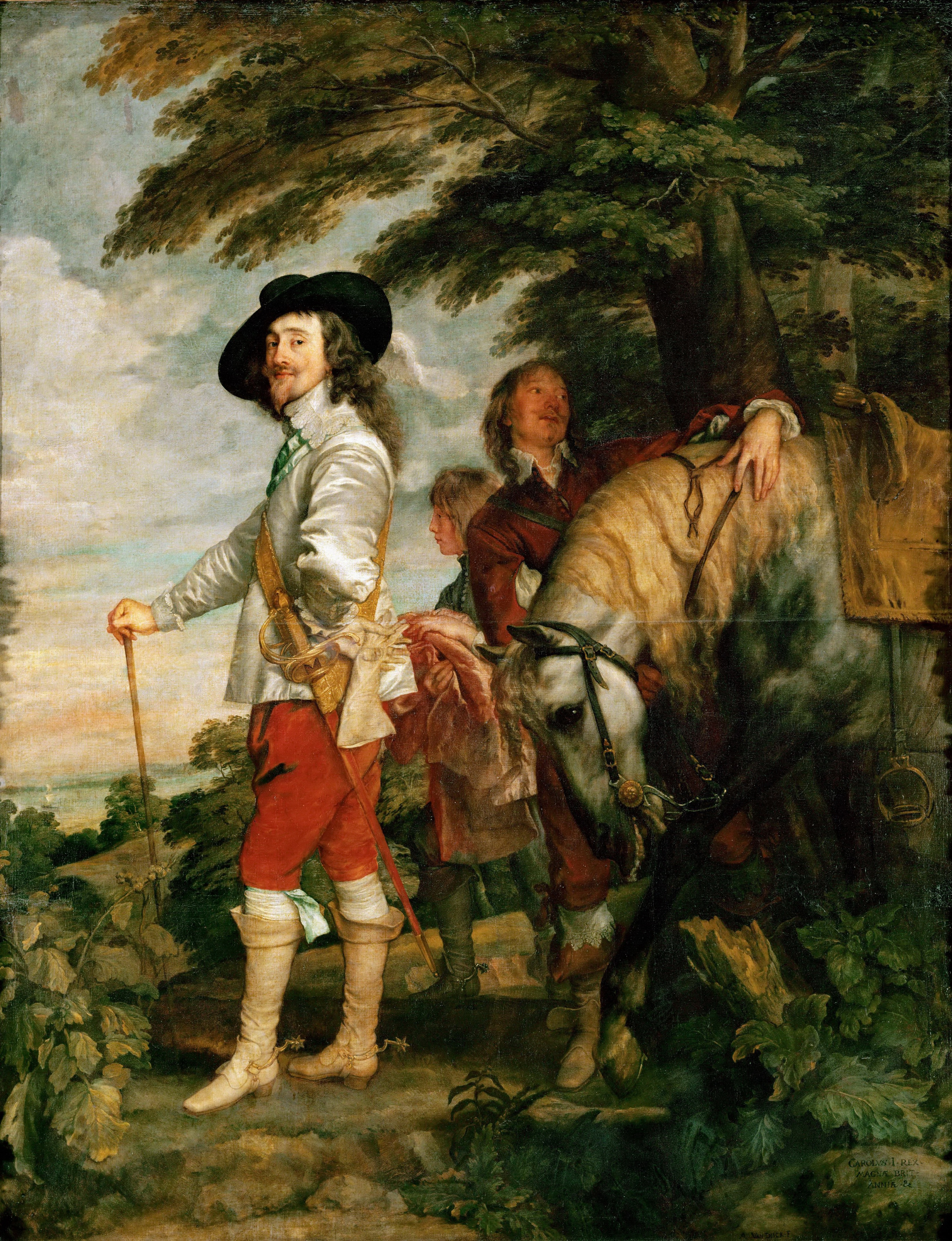
Charles I at the Hunt
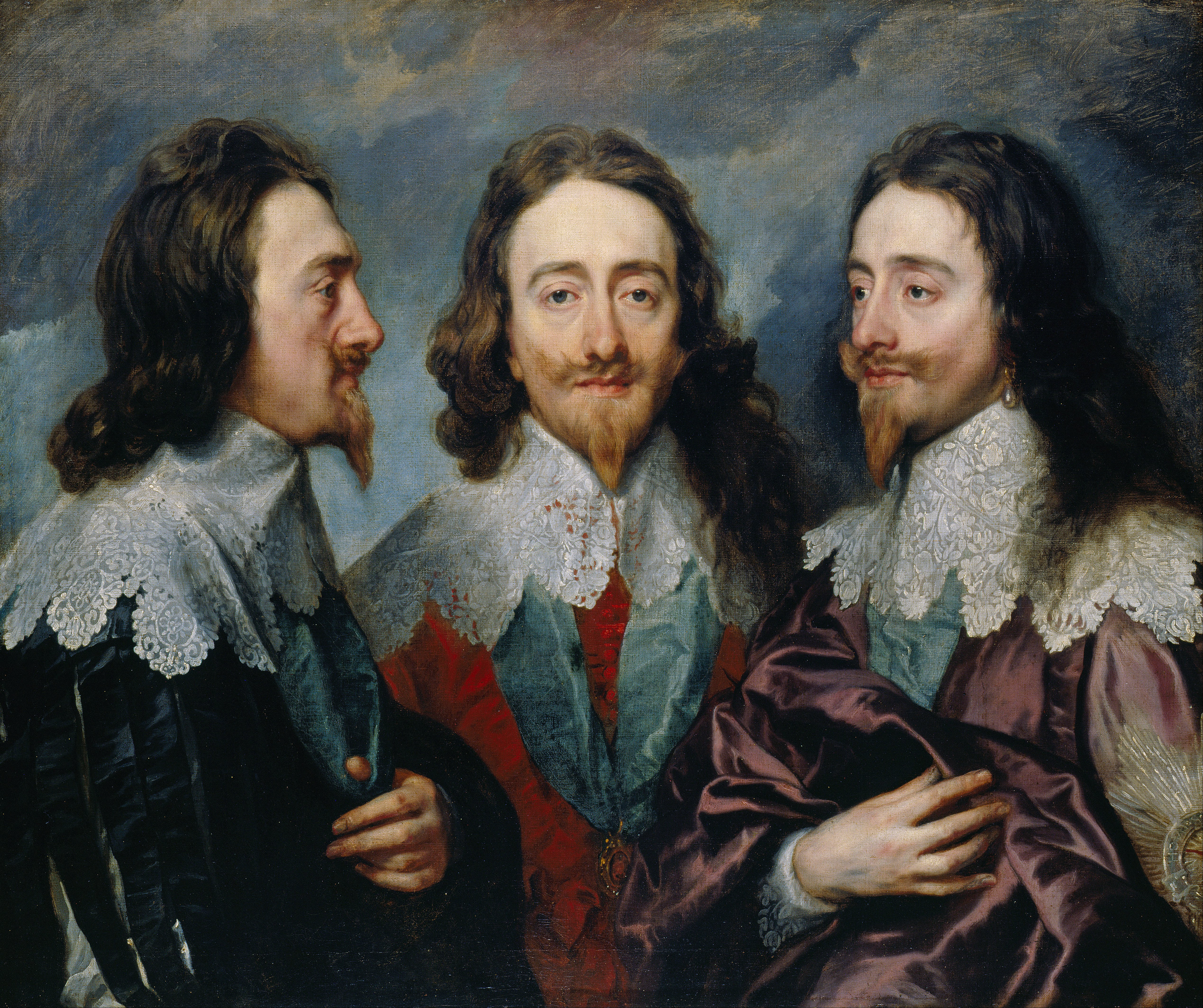
Charles I in Three Positions